# Hoher Stein bei Nordeck
Hoher Stein bei Nordeck este o arie protejată (arie specială de conservare — SAC, sit de importanță comunitară — SCI) din Germania întinsă pe o suprafață de 31,6 ha, integral pe uscat.

## Localizare
Centrul sitului Hoher Stein bei Nordeck este situat la coordonatele 50°41′50″N 8°51′19″E / 50.6972°N 8.8553°E.

## Înființare
Situl Hoher Stein bei Nordeck a fost declarat sit de importanță comunitară în iulie 2001 pentru a proteja 2 specii de animale. Situl a fost protejat și ca arie specială de conservare în martie 2008.

## Biodiversitate
Situată în ecoregiunea continentală, aria protejată conține 1 habitat natural: Păduri de fag Asperulo-Fagetum.
La baza desemnării sitului se află mai multe specii protejate de  mamifere (2): liliac cu urechi mari (Myotis bechsteinii), liliac comun (Myotis myotis).
Pe lângă speciile protejate, pe teritoriul sitului au mai fost identificate 2 specii de amfibieni, 10 specii de mamifere.